# 胡安·佩雷斯
胡安·佩雷斯（西班牙語：Juan Pérez，1974年1月3日—），西班牙男子手球运动员。他曾代表西班牙国家队参加1996年、2000年和2004年夏季奥林匹克运动会手球比赛，获得二枚铜牌。